# Aceralia

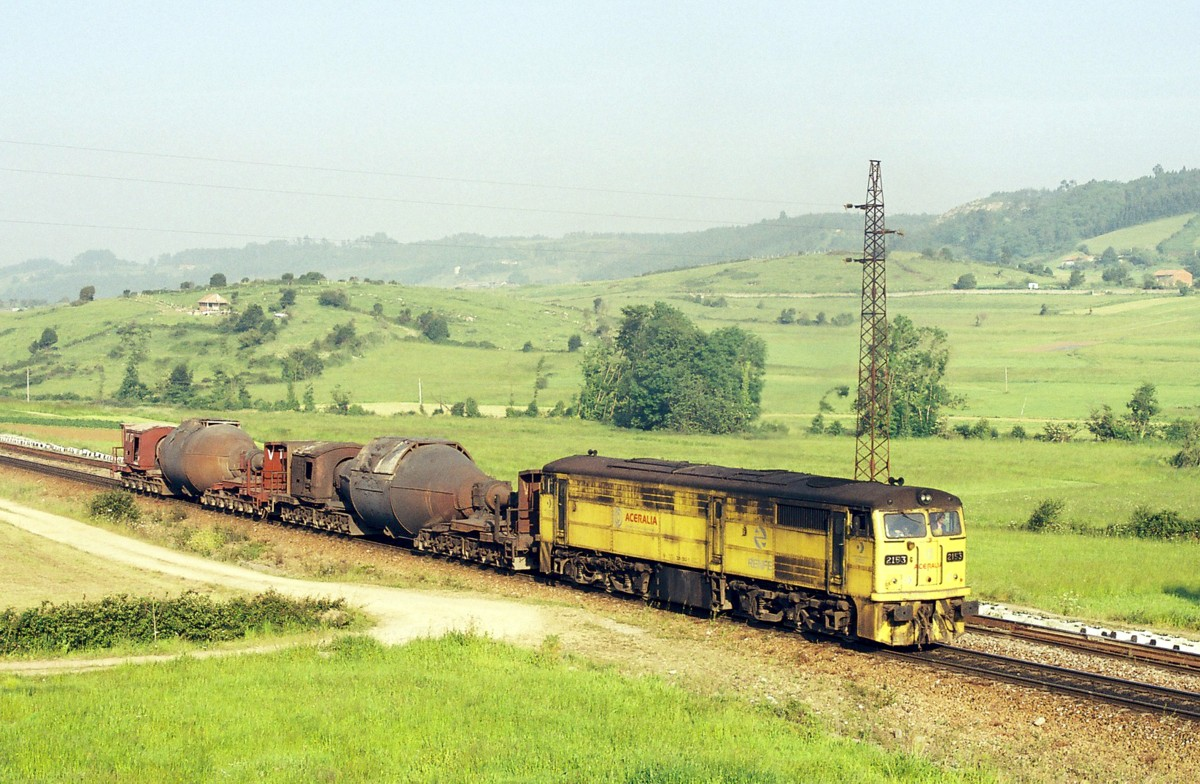
Torpedowagen von Aceralia

Aceralia Corporación Siderúrgica war ein spanischer Stahl-Konzern, der 2001 Teil der multinationalen Arcelor-Gruppe wurde, die inzwischen in ArcelorMittal aufgegangen ist.
Aceralia ist unter anderem Nachfolger des 1902 gegründeten Unternehmens Altos Hornos de Vizcaya (AHV; deutsch Hochöfen von Vizcaya) in Bilbao, das durch die Fusion von Altos Hornos de Bilbao, La Vizcaya und La Iberia entstand. Eine weitere Vorgängerfirma ist die 1950 in Asturien vom staatlichen Industrialisierungsinstitut INI gegründete Empresa Nacional Siderúrgica Sociedad Anónima (Ensidesa, dt. Nationales Stahlerzeugungsunternehmen), die Prestigeobjekt und wichtiger Bestandteil der spanischen Industriepolitik des Franco-Regimes während dessen Autarkie-Phase in den 1940er und 1950er Jahren und darüber hinaus war. Ensidesa und AHV waren zwei der drei großen spanischen Stahlunternehmen in dieser Zeit. Das dritte, die private Uninsa, wurde 1973 von Ensidesa übernommen, nachdem sie in wirtschaftliche Schwierigkeiten geraten war. Dies war die erste Ad-hoc-Maßnahme des spanischen Staates zur Bewältigung der seit den frühen 1970er Jahren sich abzeichnenden und mit der Ölkrise schnell und einschneidend eintretenden Wirtschaftskrise in der heimischen Eisen- und Stahlindustrie.
Nach verschiedenen weiteren Bestrebungen in den 1970er und 1980er Jahren, in denen auch AHV praktisch in die öffentliche Hand überging, wurde 1994 im Rahmen des „Plan de Competitividad Conjunto AHV – Ensidesa“ (dt. Wettbewerbsfähigkeitsplan AHV-Ensidesa-Komplex) die Unternehmensgruppe Corporación Siderúrgica Integral (CSI; Integriertes Stahl-Unternehmen) gegründet, die die rentablen Teile von AHV und Ensidesa umfasste. Aceralia entstand 1997 als Nachfolgerin der CSI. Ziel der Gründung von Aceralia war die (Re-)Privatisierung.
Aceralia schloss unter anderem eine strategische Allianz mit ARBED, einem der größten Stahlkonzerne der Welt, und übernahm die Aristrain-Gruppe, den Marktführer für Stahlprofile in Spanien, und die Ucín-Gruppe, den größten spanischen Hersteller von Wellblech und Gießdraht. Acelaria wurde so wieder zum größten Stahlproduzenten in Spanien, mit einer jährlichen Produktion von annähernd 10 Millionen Tonnen.
2001 schlossen sich Aceralia, ARBED und Usinor zusammen und bildeten Arcelor, einen der größten Stahlkonzerne der Welt. Am 18. Februar 2002 wurde die neue Gruppe erstmals an der Börse gelistet. Im Dezember 2005 wurde der Name Aceralia als Markenname aufgegeben.